# Sven de Caluwé
Sven de Caluwé, detto Svencho (Waregem, 4 gennaio 1978), è un cantante belga.
Sven è il cantante del gruppo death metal Aborted e del gruppo melodeath System Divide.

## Biografia
Il gruppo principale di Sven sono gli Aborted, fondati nel 1995 e tuttora in attività. Lui è l'unico membro originale rimasto nella band.
Nel 1999 sotto lo pseudonimo di Inguio Urvan forma gli Anal Torture, gruppo grindcore dove lui suona la batteria. Due anni più tardi il gruppo cambia nome in Leng Tch'e dove rimarrà fino al 2007.
Tra il 2002 e il 2004 de Caluwé canta nel gruppo technical death metal In-Quest e tra il 2007 e il 2008 nel gruppo deathgrind israeliano Whorecore (il quale cambierà per un breve periodo il nome in They:Swarm).
In seguito al matrimonio con la cantante dei Distorted Miri Milman, Sven si trasferisce in Israele e forma con la moglie i System Divide, gruppo nel quale la coppia canta.
Sven possiede inoltre uno studio di grafica chiamato Avernus Studios.

## Stile
Sven de Caluwé è in grado di alternare growl estremamente profondi, pig squeal e scream graffianti.
Come batterista ha un'ottima padronanza di blast beat e doppia cassa.

## Discografia

### Con gli Aborted
- 1999 - The Purity of Perversion
- 2001 - Engineering the Dead
- 2003 - Goremageddon: The Saw and the Carnage Done
- 2005 - The Archaic Abattoir
- 2007 - Slaughter & Apparatus: A Methodical Overture
- 2008 - Strychnine.213
- 2012 - Global Flatline
- 2014 - The Necrotic Manifesto
- 2016 - Retrogore
- 2018 - TerrorVision

### Con i Leng Tch'e
- 2002 - Death by a Thousand Cuts
- 2003 - ManMadePredator
- 2005 - The Process of Elimination
- 2007 - Marasmus

### Con gli In-Quest
- 2004 - Epileptic

### Con i System Divide
- 2010 - The Conscious Sedation

## Videografia

### Aborted
- 2006 - The Auricular Chronicles